# Oxalis copiosa
Oxalis copiosa är en harsyreväxtart som beskrevs av F. Bolus. Oxalis copiosa ingår i släktet oxalisar, och familjen harsyreväxter. Inga underarter finns listade i Catalogue of Life.